# Australský ovčák
Australský ovčák (česká zkratka AUO, angl. Australian Shepherd; hovorově ausík, australák nebo australáček) je středně velký, silný a vytrvalý pracovní pes, který byl vyšlechtěný k pasení ovcí a krav. Vzhledem se podobá border kólii. Dožívá se 12 až 14 let.

## Historie a původ názvu
Plemeno vzniklo na západě USA v polovině 20. století, kdy byli vyšlechtěni jako pracovní psi k pasení ovcí a krav. Dnes je kromě pastevectví používán také jako záchranářský pes a také jako společník, který však potřebuje dostatek prostoru a pracovního využití. Do Ameriky se plemeno dostalo s baskickými pasáky ovcí, kteří přijížděli za prací. Část z nich i se svými psy připlula do Ameriky přes Austrálii, odkud pomáhali dopravit ovce, a jejich psům se tak začalo říkat „australští ovčáci“.
Plemeno má společné předky s dalšími pracovními psy, jako je pyrenejský ovčák nebo německá kolie.
První klub chovatelů plemene, Australian Shepherd Club of America (ASCA) byl založen v roce 1957. Tento klub od roku 1972 vede vlastní registr australských ovčáků. V roce 1975 klub ASCA sestavil standard plemene, platný od roku 1977. Ten byl aktualizován v roce 2013.
V roce 1991 byl upraven standard pro použití American Kennel Clubu (AKC), což je oficiální partner mezinárodní kynologické federace (FCI) na území Severní Ameriky. V roce 1993 byl australský ovčák plně uznán jako ovčácké plemeno v rámci AKC. FCI předběžně plemeno uznala v roce 1996, plně uznané v rámci FCI je od roku 2007.

### Chov v Česku
První australský ovčák dovezený do ČR byla fena narozená v USA v roce 1994. První vrh štěňat australského ovčáka s registrací FCI byl v ČR odchován v roce 2002 v chovatelské stanici Puella Fera. V roce 2006 byl do plemenné knihy ČMKU zapsán stý jedinec. Od té doby popularita plemene rostla, v roce 2012 proběhlo 332 zápisů do plemenné knihy, a celkem v ní bylo k srpnu 2013 zapsáno asi 1800 australáků. Chov australského ovčáka v ČR zastřešují dva chovatelské kluby – KCHBO (Klub chovatelů belgických ovčáků v Českých zemích) a KCHMPP (Klub chovatelů málopočetných plemen).

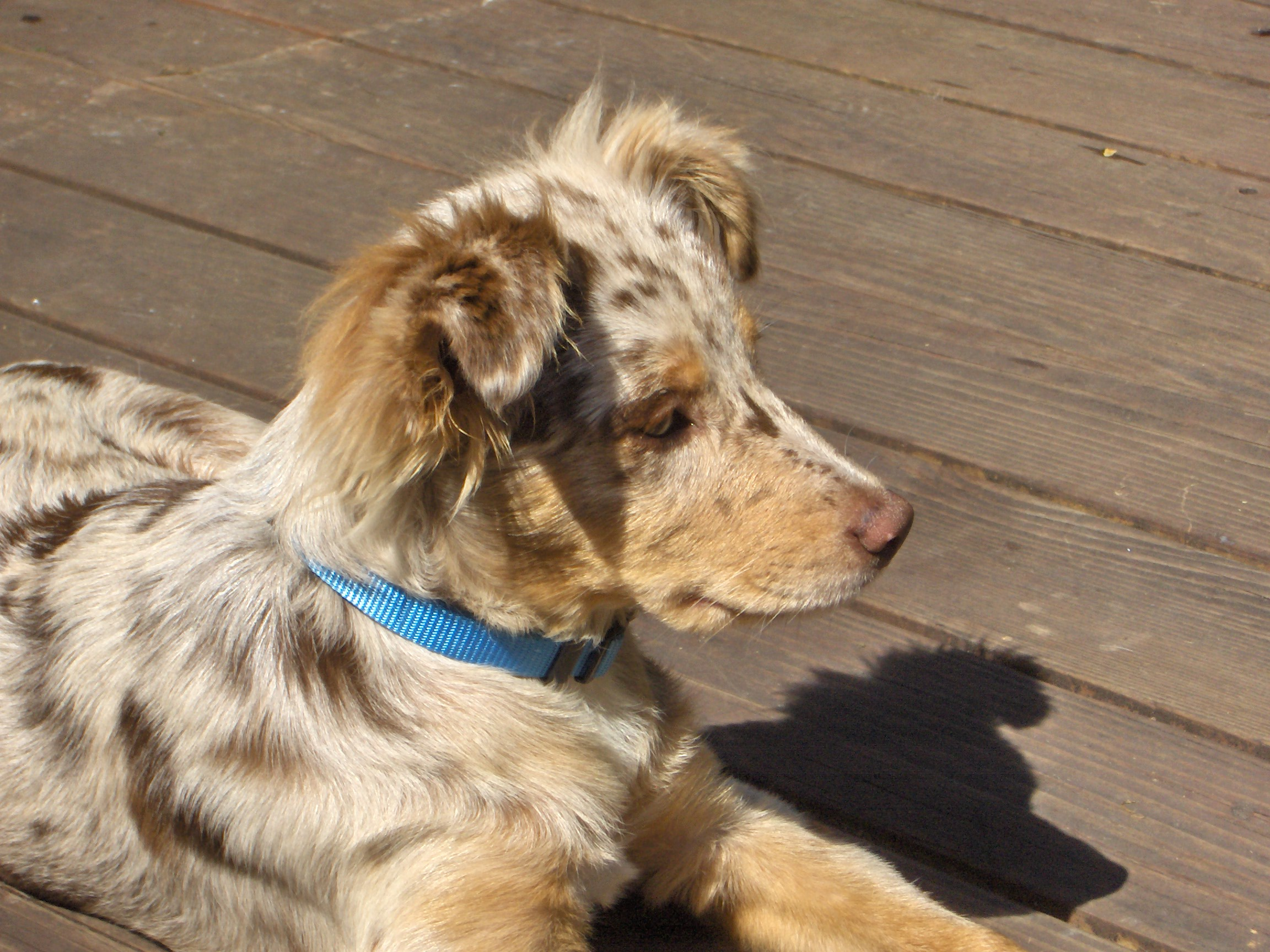
Zbarvení red-merle

## Povaha
Jsou to hraví, přítulní a energetičtí psi. V rukou zkušeného majitele mohou být velice poslušní a rychle se učí. Mají silně vyvinutý obranný pud a mohou instinktivně pást (mohou se snažit pást i lidi nebo jiné psy, což lze ale správnou výchovou eliminovat). S lidmi i zvířaty by se měl snášet dobře. Ke svým lidem je oddaný, naopak k cizím by měl být rezervovaný. Vzhledem k jeho oddanosti je vhodný spíše do domku se zahradou (kde bude spát doma s majitelem) nebo do bytu. Důležitý je však dostatek pohybu (procházky až na 60 minut).

## Standardní vzhled
Pro australského ovčáka existují celkem tři standardy plemene. Standard původního chovatelského klubu ASCA, standard AKC a z něj vycházející standard FCI. Informace v této sekci odpovídají standardu FCI. Hlavní odlišností standardu FCI je povolený dlouhý ocas. Jak ASCA tak AKC vyžadují ocas přirozeně krátký nebo kupírovaný. ASCA dokonce takový ocas považuje za identifikující znak plemene.
Australský ovčák je silný, robustní pes, úměrný vzrůstem. Formát těla je lehce obdélníkový, délka je mírně větší než výška. Hlava velikostí ladící s tělem, silná, suchá a stejně dlouhá jako široká. Záda od kohoutku po kyčle jsou rovná a pevná. Stop je znatelný, pysky pevně přiléhající. Čenich je u black a blue merle psů černý, u red merle a red hnědý. Požadován je úplný chrup (s výjimkou ztráty zubu při úrazu) a nůžkový skus.
Oči jsou mandlového tvaru a mohou být hnědé, jantarové nebo modré. Uši jsou trojúhelníkového tvaru, střední velikosti a poměrně vysoko nasazené. Ocas je rovný, přirozeně dlouhý nebo přirozeně krátký. Je-li kupírovaný nebo přirozeně krátký, jeho délka nepřesahuje 10 cm. Srst je jemná, hustá a středně dlouhá.
Preferovaná výška v kohoutku je u psů 51-58 cm, u fen 46-53 cm.

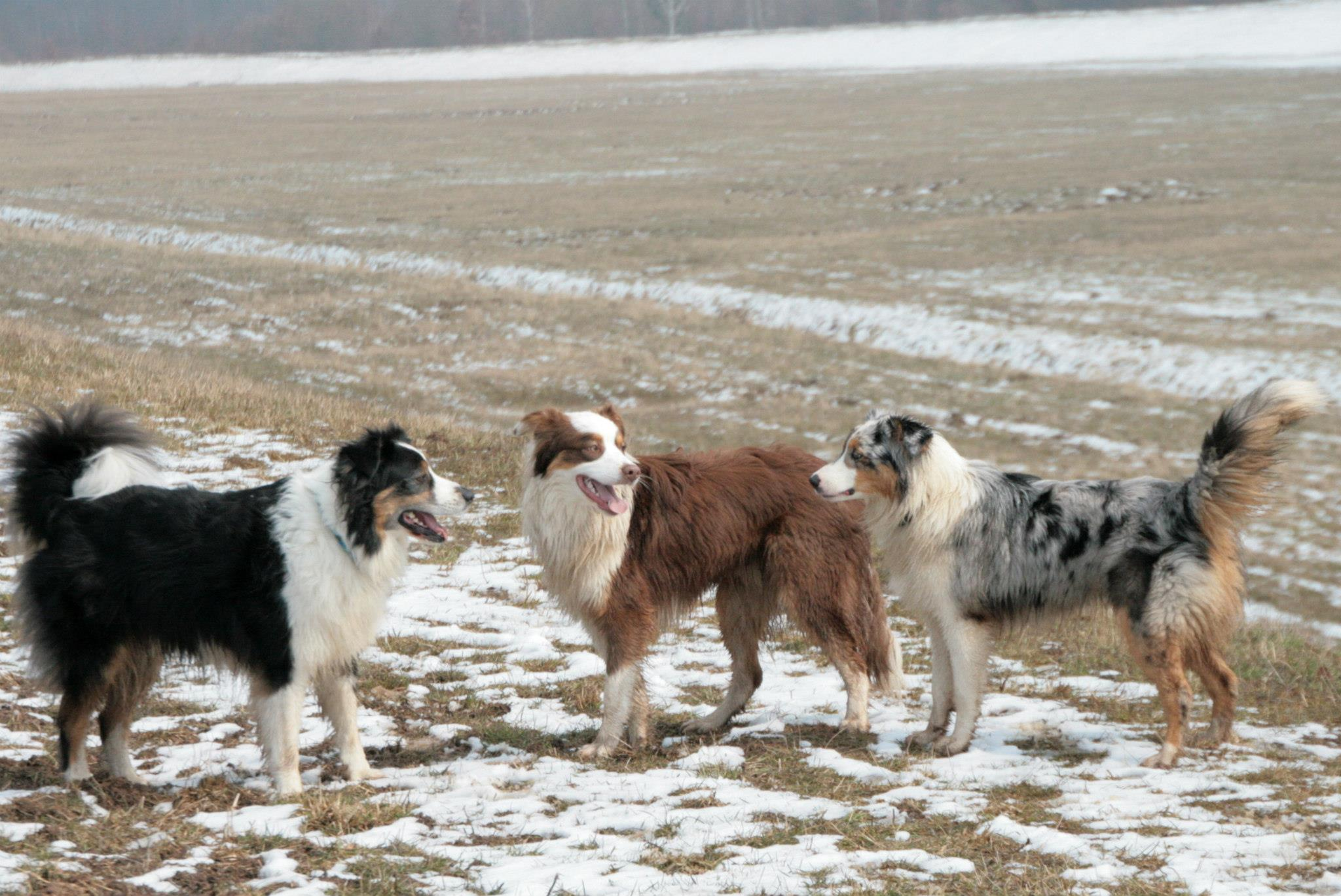
Zbarvení black tricolor, red tricolor, blue merle (zleva doprava)

### Zbarvení
Standard FCI uznává čtyři základní barvy - blue merle, černá (black), red merle, červená/játrová (red). Všechny varianty mohou mít bílé a/nebo tříslové odznaky. Na hlavě by bílá neměla převažovat a linie růstu bílých chlupů límce nesmí přesáhnout kohoutek. Zbarvení merle s věkem tmavne. Pokud má zvíře plné zbarvení (red nebo black) a odznaky bílé i tříslové, označuje se jako tricolor.
Skvrnité zbarvení merle s sebou nese omezení při odchovu. V případě spojení dvou merle jedinců bude mít statisticky 25% štěňat zbarveni double merle, s nadmírou bílé barvy, a závažnou vadou očí. Taková štěňata je nutné utratit. Pokud je jeden z rodičů merle a druhý plné barvy (red nebo black), bude ve vrhu 50% štěňat s merle zbarvením, a nebude mít žádné oční vady.